# Catalone
Catalone és una comunitat de la província canadenca de Nova Escòcia, situada al municipi regional de Cape Breton, a l'illa del Cap Bretó.
Moltes de les persones que van habitar per primer cop Catalone provenien de les illes Hèbrides escoceses, és a dir, Uist del Nord. La majoria van venir a principis del segle xix. La comunitat rep el nom de Gédéon de Catalogne, un oficial francès, que era un cartògraf estacionat a la fortalesa de Louisbourg.